# さくらが丘Issac日吉

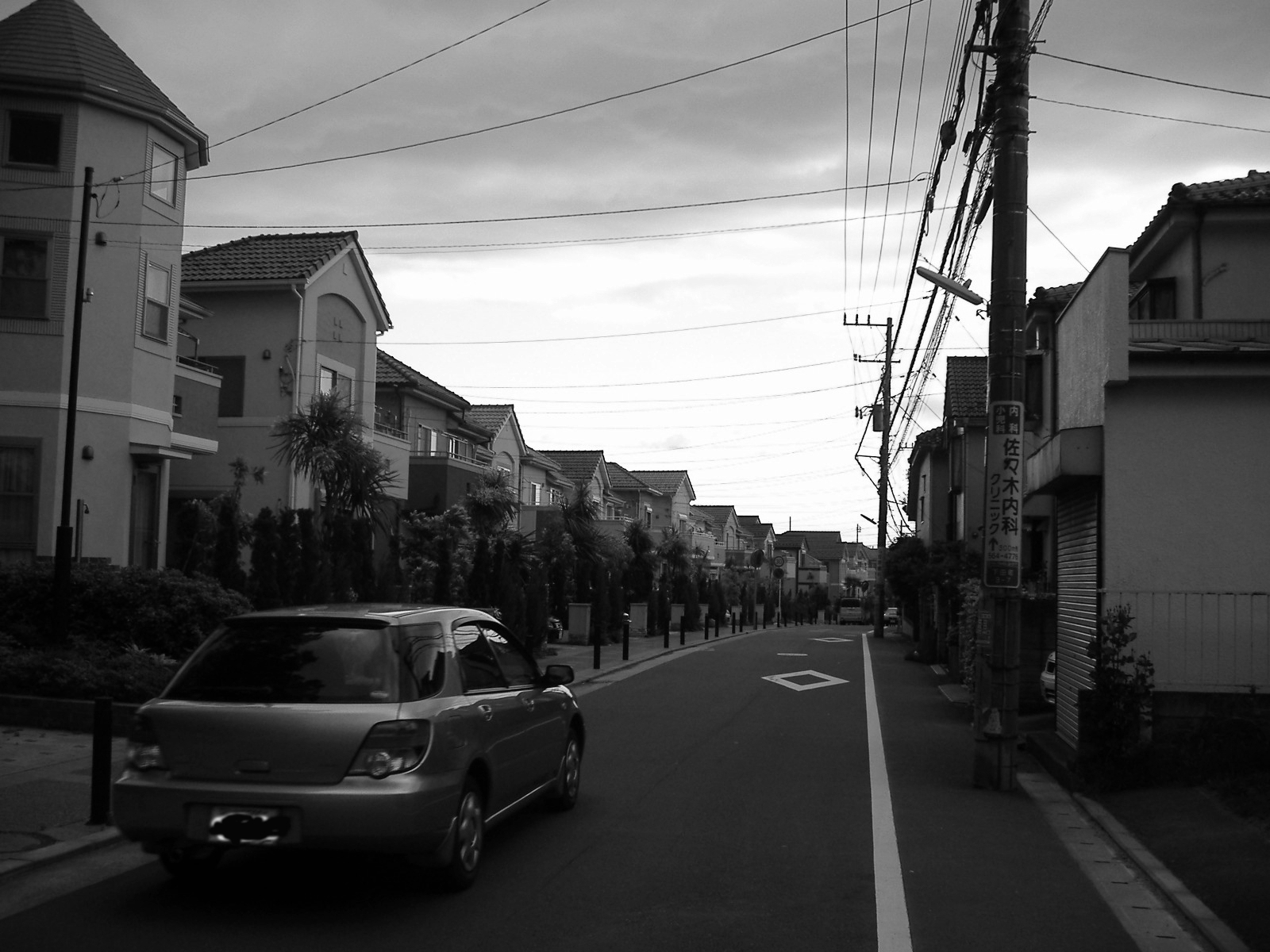
さくらが丘Issac日吉

さくらが丘Issac日吉（さくらがおかアイザックひよし）とは、川崎市中原区井田・高津区蟹ケ谷に存在する新興住宅地。

## 概要
新日鉄先端技術研究所（旧八幡製鐵東京研究所）跡に建設された。総開発面積約7万m2で、計画戸数346戸の建売住宅が並んでいる。
日吉の丘陵の崖線にサクラ並木がならび、ケヤキやリンゴの木を含めた約7,000本の樹木や潅木が生い茂る。

## アクセス
東急東横線日吉駅から東急バス日23系統が「さくらが丘」バス停まで来ている。なお、さくらが丘周辺はフリー降車区間であり、始発から9:00までの間は日吉矢上は通過となる。
また、徒歩約10分ほどには「蟹ヶ谷」バス停があり、新城駅・元住吉・武蔵小杉駅・溝の口駅・綱島駅・高田駅 方面行きのバスが発着している。